# Karl Vetter (Politiker, 1953)

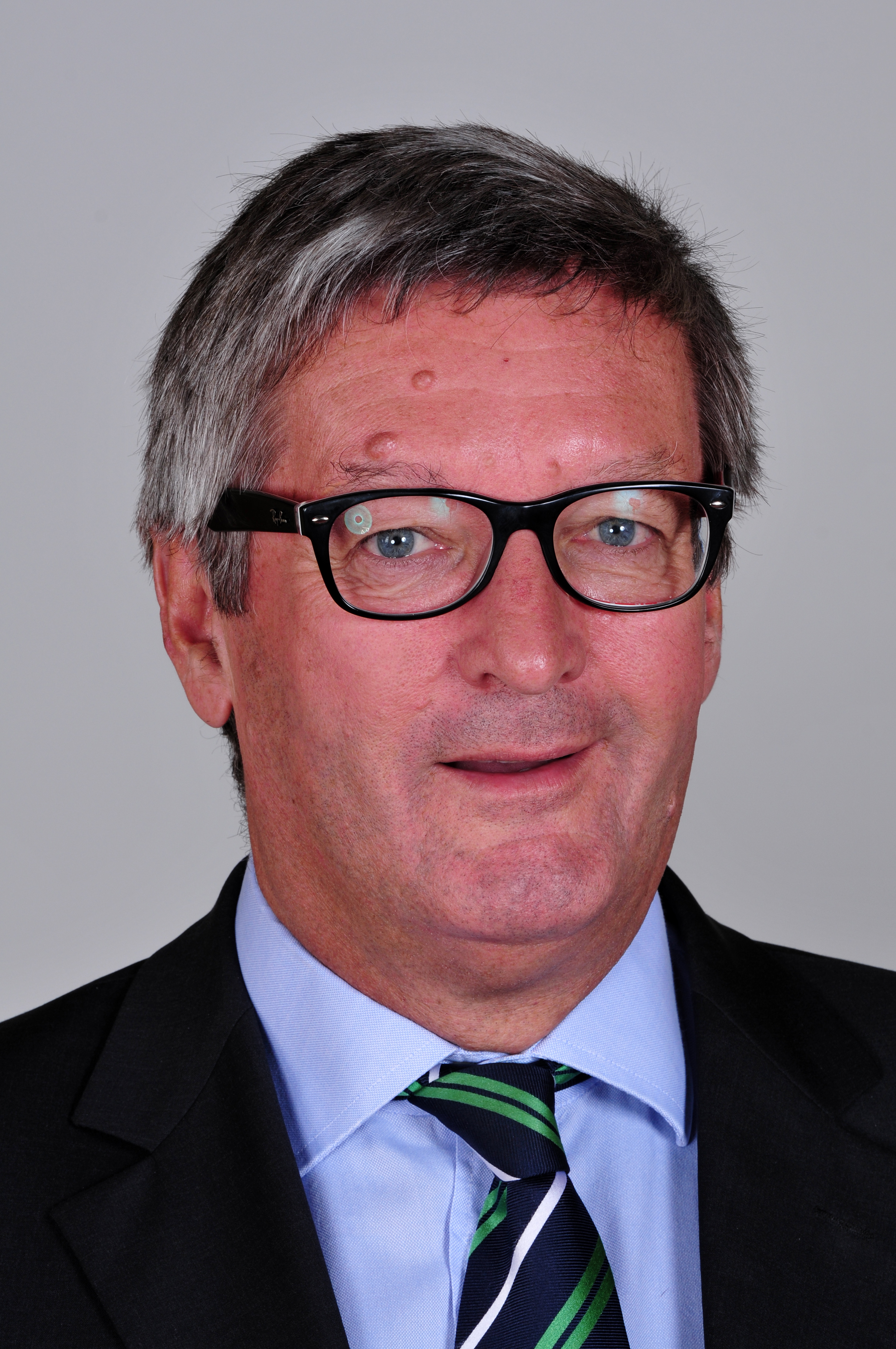
Karl Vetter (2012)

Karl Vetter (* 9. Februar 1953 in Roding) ist ein deutscher Orthopäde und Politiker (Freie Wähler).
Bei der Landtagswahl in Bayern 2008 trat er im Stimmkreis Cham für die Freien Wähler als Direktkandidat gegen Markus Sackmann (CSU) an und erreichte nach diesem mit 25,9 % das zweitbeste Erststimmenergebnis in diesem Stimmkreis. In seiner Heimatstadt Cham erreichte mit 37,5 % sogar die meisten Erststimmen. Er wurde über die Bezirksliste Oberpfalz der Freien Wähler in den Bayerischen Landtag gewählt. Er war dort Mitglied des Ausschusses für Umwelt und Gesundheit und gesundheitspolitischer Sprecher der FW-Fraktion. Gleichzeitig war er auch deren Sucht-, Drogen- und Gleichstellungsbeauftragter. 2013 erreichte er 25,6 % der Erststimmen; wieder gewählt wurde er über die Bezirksliste Oberpfalz. 2018 bewarb er sich nicht mehr um ein Landtagsmandat und schied aus.
Er ist seit Mai 2008 Mitglied im Stadtrat von Cham und seit 1996 im Kreistag des Landkreises Cham.

## Auszeichnungen
Am 1. Februar 2019 wurde ihm die Bayerische Verfassungsmedaille in Silber verliehen.